# 天下太平記
『天下太平記』（てんかたいへいき）は、1928年（昭和3年）製作・公開、稲垣浩監督による日本のサイレント映画、剣戟映画、長篇劇映画である。片岡千恵蔵プロダクションの設立第1作であり、稲垣浩の監督デビュー作である。

## 略歴・概要
1928年（昭和3年）4月にマキノ・プロダクションを退社した片岡千恵蔵が同年5月10日に設立した片岡千恵蔵プロダクションが、設立第1作に選んだのが伊丹万作のオリジナルシナリオによる本作である。本作の製作には、同時期にマキノを退社した大道具主任・河合広始と撮影技師・田中十三が設立したレンタルスタジオ、日本キネマ撮影所を使用した。同年5月16日にクランクインした。
本作は、同年6月15日までに完成し、同日、日本活動常設館々主聯盟映画配給の配給により全国公開された。同配給会社は、三共社の山崎徳次郎、一立商店の立花良介、菊水キネマ商会の大島菊松ら全国150館の独立系映画館主の連合である。本作の製作資金も同社が用意した。
トーキー時代になってからの1935年（昭和10年）5月30日に公開された伊丹万作の監督作『戦国奇譚 気まぐれ冠者』は、本作のセルフリメイクである。
本作の上映用プリントは、東京国立近代美術館フィルムセンターに所蔵されておらず、マツダ映画社も同様である。大阪藝術大学の玩具映画プロジェクトもフィルム断片を所蔵していない。現状では、いずれも鑑賞の不可能な作品である。

## スタッフ・作品データ
- 監督 : 稲垣浩
- 原作・脚本 : 伊丹万作
- 撮影 : 石本秀雄

- 製作 : 片岡千恵蔵プロダクション
- 上映時間（巻数 / メートル） : 94分[9]（10巻 / 2,593メートル）
- フォーマット : 白黒映画 - スタンダード・サイズ（1.37:1） - サイレント映画
- 公開日 :  日本 1928年6月15日
- 配給 :  日本活動常設館々主聯盟映画配給
- 初回興行 : 大阪稲荷町・桜川キネマ

## キャスト
- 片岡千恵蔵 - 気まぐれ冠者
- 武井龍三 - 木曽猿
- 林誠之助 - 髯の勘十
- 市川小文治 - 沖野主膳
- 香川遼[1] - 小手田の仁平
- 衣笠淳子 - 妙姫
- 奈和葛江 - お万の方
- 松原敬二郎 - 鉄砲屋六兵衛
- 時岡八千代 - 女房
- 成松和一 - 御典医細井信慶